# Australia na Letnich Igrzyskach Olimpijskich 2000
Australię na Letnich Igrzyskach Olimpijskich 2000 reprezentowało 632 zawodników, 349 mężczyzn i 283 kobiety.

## Zdobyte medale

### Złoto
| Zawodnik | Dyscyplina sportowa | Konkurencja                      |
| --- | ------------------- | -------------------------------- |
| Simon Fairweather | Łucznictwo          | Indywidualnie                    |
| Cathy Freeman | Lekkoatletyka       | Bieg na 400 m                    |
| Brett Aitken Scott McGrory | Kolarstwo torowe    | Madison                          |
| Phillip Dutton Andrew Hoy Stuart Tinney Matthew Ryan | Jeździectwo         | WKKW drużynowo                   |
| Kate Allen Alyson Annan Renita Farrell Juliet Haslam Rechelle Hawkes Nikki Hudson Rachel Imison Clover Maitland Claire Mitchell-Taverner Jenny Morris Alison Peek Katrina Powell Lisa Powell Angie Skirving Kate Starre Julie Towers | Hokej na trawie     | Turniej kobiet                   |
| Michael Diamond | Strzelectwo         | Trap                             |
| Ian Thorpe | Pływanie            | 400 m stylem dowolnym            |
| Grant Hackett | Pływanie            | 1500 m stylem dowolnym           |
| Michael Klim Ian Thorpe Ashley Callus Chris Fydler | Pływanie            | Sztafeta 4x100 m stylem dowolnym |
| Ian Thorpe Michael Klim Todd Pearson William Kirby | Pływanie            | Sztafeta 4x200 m stylem dowolnym |
| Susie O’Neill | Pływanie            | 200 m stylem dowolnym            |
| Tom King Mark Turnbull | Żeglarstwo          | Klasa 470                        |
| Jenny Armstrong Belinda Stowell | Żeglarstwo          | Klasa 470                        |
| Lauren Burns | Taekwondo           | Kategoria do 49 kg               |
| Natalie Cook Kerri Pottharst | Siatkówka plażowa   | Turniej kobiet                   |
| Taryn Woods Debbie Watson Liz Weekes Danielle Woodhouse Bronwyn Mayer Gail Miller Melissa Mills Simone Hankin Yvette Higgins Kate Hooper Naomi Castle Joanne Fox Bridgette Gusterson                                                 | Piłka wodna         | Turniej kobiet                   |

### Srebro
| Zawodnik | Dyscyplina sportowa | Konkurencja                      |
| --- | ------------------- | -------------------------------- |
| Jai Taurima | Lekkoatletyka       | Skok w dal                       |
| Tatiana Grigorieva | Lekkoatletyka       | Skok o tyczce                    |
| Rachael Sporn Michele Timms Jennifer Whittle Lauren Jackson Annie la Fleur Shelley Sandie Trisha Fallon Kristi Harrower Jo Hill Carla Boyd Michelle Brogan Sandy Brondello | Koszykówka          | Turniej kobiet                   |
| Danny Collins Andrew Trim | Kajakarstwo         | K2 500 m                         |
| Michelle Ferris | Kolarstwo torowe    | 500 m                            |
| Gary Neiwand | Kolarstwo torowe    | Keirin                           |
| Andrew Hoy | Jeździectwo         | WKKW indywidualnie               |
| Ji Wallace | Gimnastyka          | Trampolina                       |
| Christian Ryan Alastair Gordon Nick Porzig Robert Jahrling Mike McKay Stuart Welch Daniel Burke Jaime Fernandez Brett Hayman (sternik)                                     | Wioślarstwo         | Ósemka                           |
| Robert Richards Darren Balmforth Simon Burgess Anthony Edwards | Wioślarstwo         | Czwórka wagi lekkiej             |
| Rachael Taylor Kate Slatter | Wioślarstwo         | Dwójka bez sternika              |
| Russell Mark | Strzelectwo         | Trap                             |
| Ian Thorpe | Pływanie            | 200 m stylem dowolnym            |
| Kieren Perkins | Pływanie            | 1500 m stylem dowolnym           |
| Matthew Welsh | Pływanie            | 100 m stylem grzbietowym         |
| Michael Klim | Pływanie            | 100 m stylem motylkowym          |
| Matthew Welsh Regan Harrison Geoff Huegill Michael Klim | Pływanie            | Sztafeta 4x100 m stylem zmiennym |
| Leisel Jones | Pływanie            | 100 m stylem klasycznym          |
| Susie O’Neill | Pływanie            | 200 m stylem motylkowym          |
| Susie O’Neill Giaan Rooney Kirsten Thomson Petria Thomas | Pływanie            | Sztafeta 4x200 m stylem dowolnym |
| Petria Thomas Dyana Calub Leisel Jones Susie O’Neill | Pływanie            | Sztafeta 4x100 m stylem zmiennym |
| Daniel Trenton | Taekwondo           | Kategoria do 80 kg               |
| Todd Woodbridge Mark Woodforde | Tenis ziemny        | Gra podwójna                     |
| Michellie Jones | Triathlon           |                                  |
| Darren Bundock John Forbes | Żeglarstwo          | Klasa Tornado                    |

### Brąz
| Zawodnik | Dyscyplina sportowa | Konkurencja                        |
| --- | ------------------- | ---------------------------------- |
| Katrin Borchert | Kajakarstwo         | K1 500 m                           |
| Shane Kelly | Kolarstwo torowe    | 1000 m                             |
| Bradley McGee | Kolarstwo torowe    | Wyścig indywidualny na dochodzenie |
| Gary Neiwand Sean Eadie Darryn Hill | Kolarstwo torowe    | Sprint olimpijski (drużynowy)      |
| Robert Newbery Dean Pullar | Skoki do wody       | Trampolina 3 m – synchronicznie    |
| Rebecca Gilmore Loudy Tourky | Skoki do wody       | Platforma 10 m – synchronicznie    |
| Michael Brennan Adam Commens Stephen Davies Damon Diletti Lachlan Dreher Jason Duff Troy Elder James Elmer Paul Gaudoin Stephen Holt Brent Livermore Daniel Sproule Jay Stacy Craig Victory Matthew Wells Michael York | Hokej na trawie     | Turniej mężczyzn                   |
| Maria Pekli | Judo                | Kategoria do 57 kg                 |
| Matthew Long James Tomkins | Wioślarstwo         | Dwójka bez sternika                |
| James Stewart Ben Dodwell Bo Hanson Geoff Stewart | Wioślarstwo         | Czwórka bez sternika               |
| Annemarie Forder | Strzelectwo         | Pistolet pneumatyczny              |
| Natalie Titcume Natalie Ward Brooke Wilkins Sally McDermid Simmone Morrow Melanie Roche Selina Follas Kelly Hardie Tanya Harding Kerry Dienelt Peta Edebone Suzanne Fairhurst Sandra Allen Joanne Brown Fiona Crawford | Softball            | Turniej kobiet                     |
| Matthew Welsh | Pływanie            | 200 m stylem grzbietowym           |
| Geoff Huegill | Pływanie            | 100 m stylem motylkowym            |
| Justin Norris | Pływanie            | 200 m stylem motylkowym            |
| Petria Thomas | Pływanie            | 200 m stylem motylkowym            |
| Michael Blackburn | Żeglarstwo          | Klasa Laser                        |